# Ethylsilan
Ethylsilan ist eine chemische Verbindung aus der Gruppe der siliciumorganischen Verbindungen.

## Gewinnung und Darstellung
Eine Möglichkeit zur Herstellung von Ethylsilan ist die Hydrierung einer entsprechenden Halogenverbindung, wie Trichlorethylsilan, mit Lithiumaluminiumhydrid:
{\displaystyle {\ce {4 C2H5SiCl3 + 3 LiAlH4 -> 4 C2H5SiH3 + 3 LiCl + 3 AlCl3}}}

## Eigenschaften
Ethylsilan ist eine bei 19 °C siedende Flüssigkeit mit einem Flammpunkt von −60 °C, einer unteren Explosionsgrenze von 1,3 % und einer oberen Explosionsgrenze von 88,9 %.